# Cronologia della crociata lituana
Di seguito la cronologia della crociata lituana, che coinvolse soprattutto lo Stato monastico dei cavalieri teutonici e il Granducato di Lituania tra la parte finale del XIII secolo e la prima metà del XV secolo:
- 1283 - Inizia ufficialmente la crociata
- 1284 - Incursione teutonica a Grodno
- 1296 - Nuova incursione a Grodno
- 1303 - Prime incursioni lituane in Scalovia
- Intorno al 1311 - Un massiccio contingente lituano guidato da Vytenis si spinge in Varmia
- 1312-1322 - Ripetuti attacchi dell'ordine teutonico in Samogizia
- 1324 - Alleanza tra il granduca lituano Gedimino e il re polacco Ladislao il Breve
- 1329 - Il re di Boemia Giovanni I si aggrega alla spedizione avviata contro la Lituania
- 1329: Conquista di alcune fortezze di collina strategicamente importanti nella Bassa Lituania (assedio di Medvėgalis)
- 1334-1341 - Scorrerie dei lituani sotto Gediminas al confine con lo Stato monastico in Scalovia e nella Semgallia in Terra Mariana
- 1336 - Vasta campagna dell'ordine contro la Lituania; distruzione di Pilenai e edificazioni di nuove fortificazioni in punti strategici
- 1341-1344 - Lotte di potere in Lituania tra i figli di Gediminas
- Dopo il 1344 - Nasce il duumvirato lituano formato da Algirdas (attivo in odierna Bielorussia e Ucraina) e Kęstutis (odierna Lituania, Lettonia meridionale e Polonia orientale)
- 1346-1348 - Attacchi lituani in Scalovia sotto la guida di Kęstutis
- 1348 - battaglia della Strėva il 2 febbraio; pesante sconfitta della Lituania
- 1361 - Kęstutis viene catturato dall'ordine per la prima volta; fugge dalla prigionia l'anno seguente
- 1362 - Il 16 aprile, Kaunas viene rasa al suolo dai teutonici
- 1362-1369 - Invasione dei cavalieri sotto l'egida del maresciallo Henning Schindekopf in Lituania
- 1370 - Battaglia di Rudau il 17 febbraio; l'ordine respinge i baltici e provoca pesanti perdite
- 1372 - Termina la guerra lituano moscovita
- 1377 - Morte del granduca Algirdas il 24 maggio
- 1377-1382 - Violente lotte di potere tra gli eredi di Algirdas e Kęstutis con continue interferenze da parte dell'ordine
- 1382 - Kęstutis muore in prigionia in agosto a più di ottant'anni d'età
- 1386 - Il figlio di Algirdas, Jogaila, sale al trono di Polonia il 4 marzo come Ladislao II Jagellone. Suo cugino Vitoldo si proclama granduca di Lituania dopo ulteriori lotte di potere
- 1387 - Inizio di una capillare cristianizzazione della Lituania imposta da Ladislao II
- 1398 - Trattato di Salynas il 12 ottobre, Vitoldo trasferisce all'ordine la Bassa Lituania per riconquistare libertà d'azione per le conquiste in Oriente
- 1399 - Battaglia del fiume Vorskla il 12 agosto; la sconfitta lituana pose fine alle ambizioni di Vytauta a est
- Dal 1400 - Piccoli focolai di protesta nella Samogizia, promessa all'ordine
- 1409 - Rivolta generale in Bassa Lituania; dichiarazione di guerra indirizzata al Regno di Polonia quando questo afferma di prendere le parti dei samogiti se l'ordine intende sopprimere i ribelli con la forza
- 1410 - Battaglia di Grunwald il 15 luglio: le forze congiunte polacco-lituane infliggono una sonora sconfitta all'ordine
- 1410 - Infruttuoso assedio di Marienburg dal 26 luglio al 19 settembre da parte dell'esercito polacco-lituano
- 1411 - Nel trattato di Toruń, l'ordine teutonico rinuncia "fino alla morte di Jogaila e Vitoldo" a tutte le rivendicazioni territoriali sulla Lituania
- 1422 - Firma del trattato di Melno il 27 settembre; "rinuncia eterna" dell'ordine sulla Samogizia